# جورج فلمنج (لاعب كرة قدم)
جورج فلمنج (بالإنجليزية: George Fleming)‏ هو لاعب كرة قدم بريطاني (وحمل سابقاً جنسية المملكة المتحدة لبريطانيا العظمى وأيرلندا) في مركز لاعب متعدد الاستخدامات، ولد في 1863 في ليفربول في المملكة المتحدة، وتوفي في 1 أبريل 1912. لعب مع نادي إيفرتون.